# Etiuda op. 25 nr 2 (Chopin)

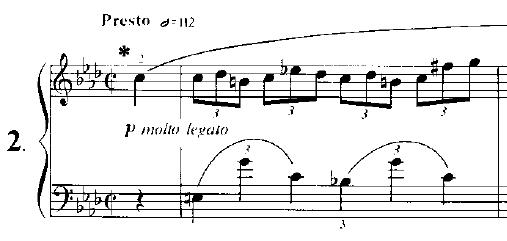
Początek Etiudy

Etiuda f-moll op. 25 nr 2 – druga z drugiego zbioru Etiud Fryderyka Chopina. 
Została skomponowana na fortepian w 1836. Dedykowana hr. Marii d'Agoult, kochance Liszta (à Madame la Comtesse d'Agoult), jak cały opus 25. 